# Piedras rúnicas varegas

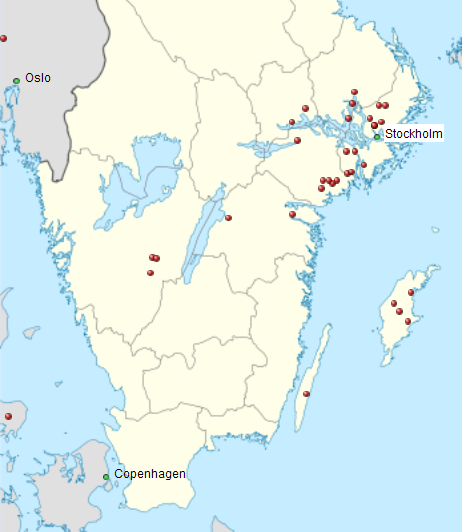
Mapa de la distribución de las piedras rúnicas varegas en el sur de Escandinavia.

Las piedras rúnicas varegas son aquellas estelas rúnicas que tienen inscripciones que mencionan viajes al este desde Escandinavia (Austr), la ruta del este (Austrvegr) o a los asentamientos en el este de Europa como Garðaríki (en la actuales Rusia y Ucrania). Las piedras rúnicas de las expediciones bálticas también se consideran dentro de este grupo. 
Hay otras piedras rúnicas que hablan de viajes al este como las piedras rúnicas griegas, las piedras rúnicas italianas y las inscripciones dejadas por la guardia varega. Otras piedras rúnicas que mencionan expediciones relacionadas con las varegas son las piedras rúnicas de Ingvar, que tratan sobre las expediciones a Serkland de Ingvar el Viajero y fueron levantadas en memoria de los caídos en el mar Caspio.
La mayoría de las piedras rúnicas se erigieron durante la cristianización de Escandinavia durante el siglo XI, cuando esta costumbre se puso de moda, aunque destaca la piedra rúnica de Kälvesten, Ög 8, que se levantó en el siglo IX, cuando los varegos desempeñaban un papel central en el territorio de las actuales Rusia y Ucrania. Esta vasta área era una importante fuente de pieles, minerales y otras riquezas importantes para la economía escandinava de la época. Su nombre en nórdico antiguo significaba «tierra de fortalezas» debido a la cadena de fortalezas que se construyeron a lo largo de la ruta de comercio.

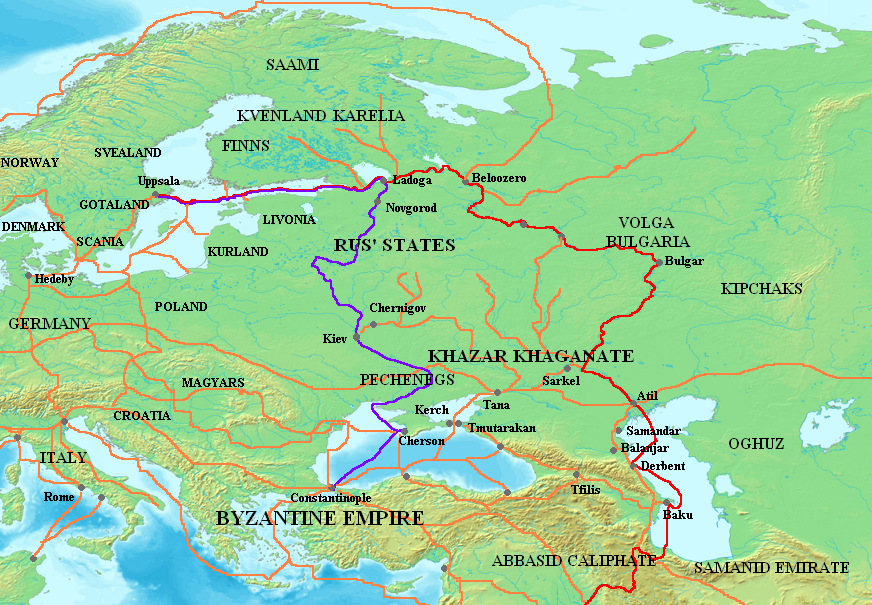
Mapa de las principales rutas hacia Garðaríki.

Todas las inscripciones de estas piedras están grabadas en nórdico antiguo con el alfabeto Futhark joven, y el mensaje de muchas de las inscripciones se puede resumir en el poema de estilo aliterativo encontrado en la Sö 338:
| Brøðr vaRu þæiR bæstra manna, a landi ok i liði uti, heldu sina huskarla ve[l]. Hann fioll i orrustu austr i Garðum, liðs forungi, landmanna bæstr. | Estos hermanos fueron los mejores entre los hombres de la tierra y de la guardia real extranjera, que sirvieron bien en el huscarle. Él cayó en batalla en el este en Garðar (Rusia), comandante de la guardia real, el mejor de los terratenientes. |  |

## Convenciones

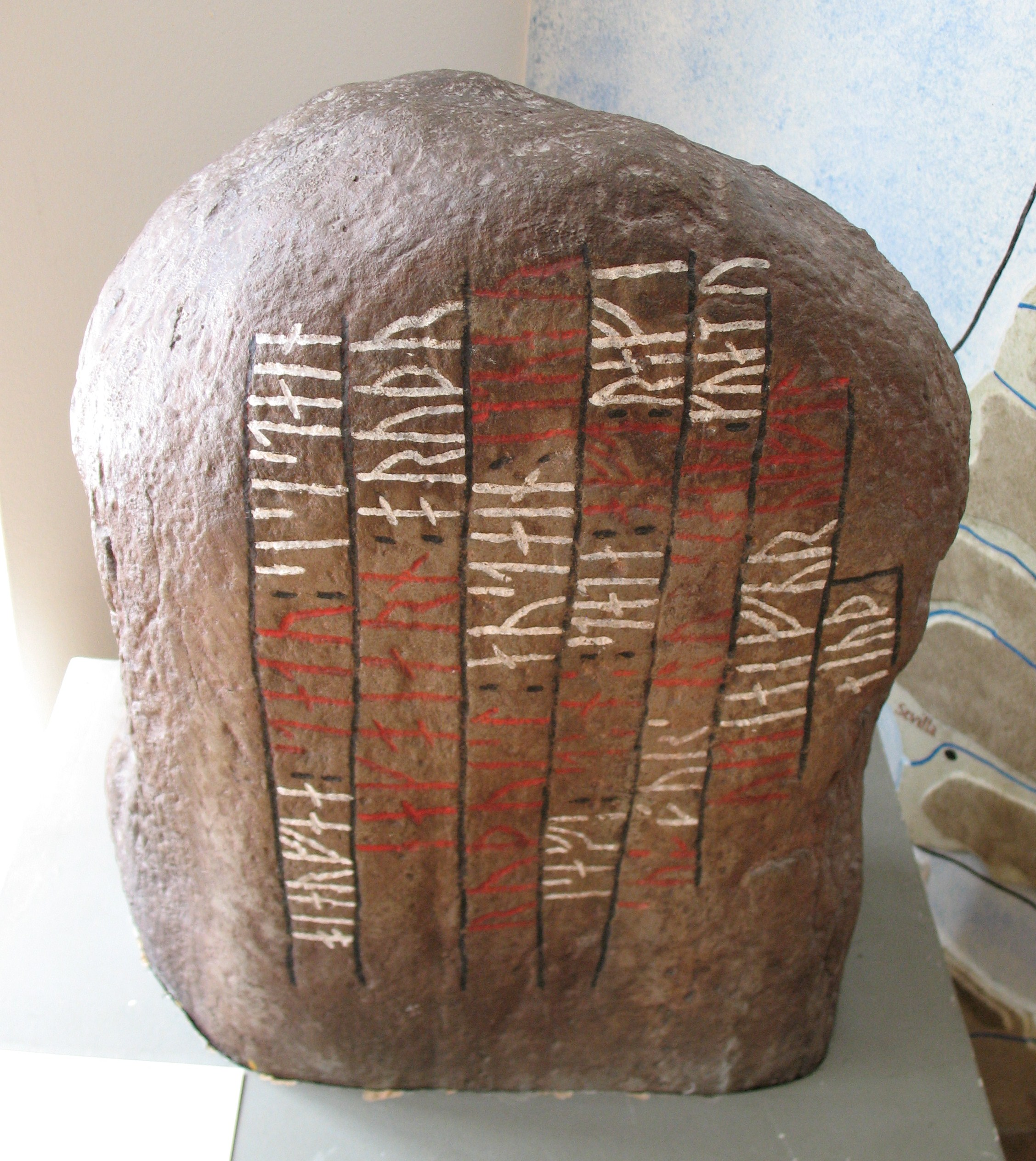
Reproducción de la piedra G 280 con la inscripción rúnica con sus colores originales.

A continuación se enumeran las piedras según territorios y la nomenclatura del proyecto Rundata. Las inscripciones rúnicas del nórdico antiguo se transcriben principalmente según los dialectos sueco y danés para facilitar la comparación con las inscripciones. La traducción que aparece, que es la traducción al español de la inglesa que se proporciona en Rundata, tiene los nombres en el estándar de los dialectos noruego e islandés.

### Transliteración y transcripción
Existe una tradición bastante antigua de transliterar las runas a caracteres latinos en negrita y transcribir el texto al nórdico estándar en cursiva. Se realiza esta práctica para diferenciar los textos con los distintos procesos. Al no mostrar solo la inscripción original, sino también la transliteración, la transcripción y la traducción, los expertos presentan el análisis de forma que el lector pueda seguir el proceso de interpretación de las runas. Cada paso presenta dificultades, pero la mayoría de las inscripciones del futhark joven son fáciles de interpretar.
En las transliteraciones *, :, ×, ' y + representan separaciones entre separaciones comunes entre palabras, mientras que ÷ representa separaciones no habituales. Los paréntesis, ( ), representan runas dañadas que no pueden identificarse con certeza, y los corchetes, [ ], representan secuencias de runas que han desaparecido, pero que pueden identificarse por las descripciones o dibujos de los historiadores antes de que se perdieran. Un guion corto, -, indica que hay una runa que no puede ser identificada. Los puntos suspensivos, ..., muestran que se supone que había algunas runas en esa posición pero que han desaparecido. Dos barras, | |, dividen un signo rúnico en dos letras latinas, que los grabadores a menudo ligaban runas consecutivas. §P y §Q indica dos posibles lecturas de una inscripción, mientras §A, §B y §C indica que la inscripción está dividida en partes que pueden aparecer en distintos lados de la piedra.
Las comillas simples, < >, indican que hay una secuencia de runas que no se puede interpretar con certeza. Otros signos especiales son las letras þ y ð. La primera de ellas es la letra thorn que representa al sonido fricativo dental sordo, como la z española. La segunda letra es ed que representa a la consonante fricativa dental sonora como la th del inglés «the». El signo R representa a la runa yr, y el ô es igual que el diacrítico islandés, ǫ.

### Nomenclatura
Cada inscripción rúnica tiene un código de identificación que se usa en la literatura especializada para referirse a esa inscripción. El código consta de varias partes. de las cuales solo son obligatorias las dos primeras. La primera parte consiste en una o dos letras que indican la región o el país donde apareció la inscripción, por ejemplo, U para Uppland, Sö para Södermanland y DR para Dinamarca. La segunda parte es el número de orden en que apareció la inscripción en una publicación nacional oficial (normalmente en Sveriges runinskrifter). Así U 73 significa que la piedra es la 73.ª inscripción de Uppland que se registró en Sveriges runinskrifter. Si la inscripción se ha documentado posteriormente a su publicación oficial, se numera según la publicación que la describió por primera vez, por ejemplo Sö Fv1954;20, donde Sö representa a Södermanland, Fv alude a la publicación anual Fornvännen y 1954 es año del número de Fornvännen y 20 es la página del ejemplar.

## Uppland

### U 153
Esta piedra rúnica del estilo estilo Pr3 es una de las piedras del conjunto de Hagby. Fue descubierta en 1930 en los cimientos del edificio principal de la antigua hacienda Lissby que había sido demolida a finales del siglo XIX. Se había incluido en los cimientos con la parte grabada visible junto a las piedras U 152 y U 154. Cuando los cimientos colapsaron, la piedra se hizo pedazos. Uno de los trozos se descubrió en el suelo de la propiedad Lissby. Una vez recogidos más de 70 pedazos, se consiguieron ensamblar y en 1931 la piedra restaurada se colocó en un jardín de Hagby. La piedra es de granito y tiene 2,60 m de alto y 1,5 de ancho. La inscripción está dañada especialmente en su principio y final. Hace referencia a varias piedras, y probablemente una de ellas es U 155.
Las últimas runas se pueden reconstruir interpretándose como [i karþ]um (en Rus de Kiev) o [i krik]um (en el Imperio bizantino).
Transliteración:
...[(u)](a)i- × [(a)]uk × ulf- litu × raisa × stai-(a) × e(f)tiR × hlftan * auk * eftiR × kunar × bryþr × sina × þaiR * antaþus × aust... ...(u)m
Transcripción al nórdico antiguo:
[S]væi[nn] ok Ulf[R] letu ræisa stæi[n]a æftiR Halfdan ok æftiR Gunnar, brøðr sina. ÞæiR ændaðus aust[r] ...
Traducción:
"Sveinn y Ulfr mandaron erigir las piedras en memoria de Halfdan y en memoria de Gunnarr, sus hermanos. Ellos encontraron su final en el este ..."

### U 154
Esta piedra es del estilo estilo Pr3 y pertenece a las encontradas en Hagby. Se descubrió junto a la U 151 en los cimientos colapsados de la parte oriental del edificio principal de la granja Lissby. Cuando se descubrió, estaba completa pero se quebró en 50 piezas al sacarla de la pared. Se reensamblaron los trozos pero la parte superior se perdió y no se ha podido recuperar. En 1931 se colocó en el jardín de Hagby. La roca es oscura y mide 1,23 m de alto por 0.3 m de ancho. La inscripción está dañada en varias partes.
Transliteración:
[þ(o)]...r × lit × rai... ... ... fast * auk × at × (k)aiRbiarn × bruþ- ... ...i(R) * (t)o a(u)s... ×
Transcripción al nórdico antiguo:
... let ræi[sa] ... ...fast ok at GæiRbiorn, brøð[r] ... [þæ]iR dou aus[tr].
Traducción:
"... mandado erigir ... ... -fastr y en memoria de Geirbjôrn, (sus) hermanos ... Ellos murieron en el este."

### U 209
Esta no es propiamente una estela rúnica sino una inscripción rúnica, del estilo Pr4 localizada en Veda, grabada en la parte superior plana de la roca madre. Se data de mediados del siglo XI. Fue encargada por Þorsteinn, que se enriqueció en Rus de Kiev, en memoria de su hijo. Omeljan Pritsak identifica a este Þorsteinn con Þorsteinn, el antiguo comandante de la guardia varega, que es conmemorado en la piedra Sö 338. Sugiere que Þorsteinn era el comandante de la guardia de Yaroslav I el Sabio y que su hijo Erinmundr pudo haber muerto en Rus de Kiev mientras servía bajo las órdenes de su padre.
La finca que menciona que se compró probablemente fue la granja Veda, donde la inscripción se localiza. La inscripción indica que las riquezas ganadas en Europa del este permitieron un nuevo procedimiento de adquirir legalmente Odelsrett, tierras ligadas a herencia familiar.
Transliteración:
þurtsain × kiarþi| |if×tiR irinmunt × sun sin auk| |kaubti þinsa bu × auk × aflaþi × austr i karþum
Transcripción al nórdico antiguo:
Þorstæinn gærði æftiR Ærinmund, sun sinn, ok køypti þennsa by ok aflaði austr i Garðum.
Traducción:
"Þorsteinn encargó (la piedra) en memoria de Erinmundr, su hijo, y compró esta finca y ganó (riqueza) en el este en Garðar (Rusia)."

### U 283
Esta piedra rúnica estaba localizada en una finca de Torsåker pero está desaparecida. Presumiblemente era del estilo Pr3 y realizada por el maestro grabador Fot. Fue erigida por tres hombres en memoria de cuatro que murieron en el este.
Transliteración:
[× sibi × auk × irmuntr × auk × þoriR × litu × raisa × stain × iftiR × s(u)... ... ...-- (h)(a)n * to × austr × sun × kismuntaR]
Transcripción al nórdico antiguo:
Sibbi ok Ærnmundr ok ÞoriR letu ræisa stæin æftiR ... ... ... Hann do austr, sunn GismundaR.
Traducción:
"Sibbi y Ernmundr y Þórir encargan erigir la piedra en memoria de ... ... ... él, hijo de Gísmundr, muertos en el este."

### U 366
El fragmento de esta estela rúnica se encontró en Gådersta pero actualmente se encuentra desaparecida. Probablemente era del estilo Pr4. Se erigió en memoria de un hombre que murió durante un viaje al este.
Transliteración:
[... uaR * tauþr × i austr*uih- ...]
Transcripción al nórdico antiguo:
... vaR dauðr i austrveg[i] ...
Traducción:
"... muerto en la ruta del este ..."

### U 504
Esta piedra es una inscripción rúnica del primer periodo, en estilo RAK sin ornamentaciones. Se encuentra en Ubby y se erigió en memoria de un padre que viajó al oeste y al este.
Transliteración:
+ kitil×fastr × risti × stin + þina × iftiR × askut × faþur + sin × saR × uas × uistr × uk × ustr + kuþ ialbi × as × salu
Transcripción al nórdico antiguo:
Kætilfastr ræisti stæin þenna æftiR Asgaut, faður sinn. SaR vas vestr ok austr. Guð hialpi hans salu.
Traducción:
"Ketilfastr erigió esta piedra en memoria de Ásgautr, su padre. Él estuvo en el oeste y en el este. Que Dios ayude a su alma."

### U 636
Esta piedra se encuentra en Låddersta y es del estilo Fp. Se erigió en memoria de un hijo llamado Arnfast que viajó a Rus de Kiev. Arnfast también es mencionado en la piedra U 635.
Existen dos interpretaciones de i karþa. Una que significa Garðaríki (Garðar, Rusia), y otra que se pueda referir a Kiev como Garðr.
Transliteración:
alui * lit * risa * stn * þtin * at * arfast * sun sin * hn * fur * ausR * i karþa
Transcripción al nórdico antiguo:
Alvi let ræisa stæin þenna at Arnfast, sun sinn. Hann for austr i Garða.
Traducción:
"Ôlvé encargó rerigir esta piedra en memoria de Arnfast, su hijo. Él viajó al este a Garðar (Rusia)."

### U 687
Esta piedra, firmada por el maestro grabador Öpir, se encuentra en Sjusta cerca de Skokloster. Es del estilo estilo Pr4 y fue erigida por una mujer llamada Rúna en memoria de sus cuatro hijos que habían muerto. Ella la encarga junto con su nuera Sigríðr que es la viuda de Spjallboði. Mencionan que el lugar de la muerte de Spjallboði fue i olafs kriki, y varios historiadores han debatido sobre el significado de estas runas.
En 1875 Richard Dybeck sugirió que kriki representa el término Grikk del antiguo nórdico que significa Grecia, pero en 1891 Sophus Bugge lo interpretó como grið, que significa "la guardia real". Más tarde, en 1904, Adolf Noreen interpretó el término como krikr, que significa "gancho", pero en 1907, Otto von Friesen propuso que las runas se leerían como i olafs kirki, «en la iglesia de San Olaf de Novgorod.» Esta interpretación es la más aceptada desde entonces.
Omeljan Pritsak sugirió que Spjallboði murió en un incendio que destruyó la iglesia entre 1070-1080. Por otra parte Jansson atribuye la muerte de Spjallboði en una iglesia al hecho de que muchas iglesias medievales se concebían como estructuras defensivas.
Transliteración:
runa ' lit kiara ' mirki at ' sbialbuþa ' uk ' at ' suain ' uk ' at * antuit ' uk at ' raknaR ' suni ' sin ' uk ' ekla ' uk ' siri(þ) ' at ' sbialbuþa ' bonta sin an uaR ' tauþr ' i hulmkarþi ' i olafs * kriki ' ubiR * risti ' ru
Transcripción al nórdico antiguo:
Runa let gæra mærki at Spiallbuða ok at Svæin ok at Andvett ok at Ragnar, syni sina ok Hælga/Ægla/Ængla, ok Sigrið at Spiallbuða, bonda sinn. Hann vaR dauðr i Holmgarði i Olafs kirkiu. ØpiR risti runaR.
Traducción:
"Rúna encargó hacer el monumento en memoria de Spjallboði y en memoria de Sveinn y en memoria de Andvéttr y en memoria de Ragnarr, hijos de ella y Helgi/Egli/Engli; y Sigríðr en memoria de Spjallboði, su marido. Él murió en Holmgarðr en la iglesia de san Ólaf. Œpir grabó las runas."

### U 898
Esta inscripción rúnica no es propiamente una estela rúnica porque está grabada en una roca plana del terreno en Norby. Es del estilo Pr4 y se hizo en memoria de tres hombres, uno de los cuales murió en el este.
Transliteración:
ali ' uk ' iufurfast * litu ' gera ' merki ' iftiR iarl faþur sin ' uk ' at ' kisl ' uk ' at ' ikimunt han ' uaR ' trebin ' hustr ' sun ' iarls ybiR risti
Transcripción al nórdico antiguo:
Ali/Alli ok Iofurfast letu gæra mærki æftiR Iarl, faður sinn, ok at Gisl ok at Ingimund. Hann vaR drepinn austr, sunn Iarls. ØpiR risti.
Traducción:
"Áli/Alli y Jôfurfast encargaron el monumento en memoria de Jarl, su padre, y en memoria de Gísl y en memoria de Ingimundr. Él, hijo de Jarl, fue asesinado en el este. Œpir lo grabó."

## Södermanland

### Sö 33
Esta estela rúnica está ubicada en Skåäng y es del estilo estilo Fp. Se erigió en memoria de un hombre que murió en una asamblea en el este. Es posible que esto signifique que el hombre murió en la guardia real del este.
Transliteración:
+ gnubha ÷ liþ : raisa : stain : þinsa : hibtiR : kulaif : bruþur sin han : antaþis : austr : at þikum
Transcripción al nórdico antiguo:
Gnupa let ræisa stæin þennsa æftiR Guðlæif, broður sinn. Hann ændaðis austr at þingum.
Traducción:
"Gnúpa encargó esta piedra en memoria de Gulleifr, su hermano. Él encontró su fin en el este en una asamblea."

### Sö 34
Esta piedra está situada en un camino llamado Tjuvstigen ("senda del jefe") y es del estilo estilo KB. Se levantó en memoria de dos hermanos que fueron Þegns, altos funcionarios, y murieron en algún lugar del este.
Transliteración:
styrlaugR * auk * hulmbR * staina * raistu * at * bryþr * sina * brau(t)u * nesta * þaiR * entaþus * i * austruiki * þurkil * auk sturbiarn þiaknaR * kuþiR
Transcripción al nórdico antiguo:
StyrlaugR ok HolmbR stæina ræistu at brøðr sina, brautu næsta. ÞæiR ændaðus i austrvegi, Þorkell ok Styrbiorn, þiægnaR goðiR.
Traducción:
"Styrlaugr y Holmr erigieron las piedras junto al camino en memoria de sus hermanos. Ellos encontraron su final en la ruta del este, Þorkell y Styrbjôrn, buenos Þegns."

### Sö 92
Esta estela se encuentra en el cementerio de Husby. Su cara frontal está completamente cubierta de ilustraciones que se atribuyen a los estilos Pr3-Pr4. Fue grabada por el maestro grabador Balle en memoria del hermano de alguien que murió en el este, que no puede ser identificado porque la inscripción está dañada.
Transliteración:
... * lit * raisa * st... ... rysu * br(o)... * sin * ha... ... austr * bali ...
Transcripción al nórdico antiguo:
... let ræisa st[æin] ... Rysiu(?), bro[ður] sinn. Ha[nn] ... austr. Balli ...
Traducción:
"... mandó erigir la piedra ... Rysja(?), su hermano. Él ... este. Balli ..."

### Sö 121
Esta piedra, que se encontraba en Bönestad, ha desaparecido. Pertenece al estilo RAK en memoria de un hombre que murió en el este.
Transliteración:
[sumuR : hauka : stan : sum iR : tuþ : austR * i : tuna : as(u)]
Transcripción al nórdico antiguo:
<sumuR> haggva stæin, sum eR dauð austr i <tuna> <asu>.
Traducción:
"<sumuR> cortó la piedra, que murió en el este en <tuna> ..."

### Sö 126
Se trata de una inscripción rúnica en una roca madre plana en Fagerlöt. Es del estilo estilo Pr2-Pr3 y fue hecha en memoria de un hombre llamado Áskell que cayó en batalla en el este. La segunda frase de esta inscripción está en métrica fornyrðislag, y contiene un uso virtualmente único de la palabra nórdica grimmr ("cruel") en el sentido de "comandante". Quizá el título de Áskell de folksgrimmr era el que recibía el comandante en la druzhina de Yaroslav I el Sabio en Nóvgorod.
Transliteración:
hu(l)(m)(f)riþ * ilin--r * [þ]aR * litu * hakua * stain * eftiR eskil * faþur * sin * han * trauh * orustu * i * austru[i]hi aþaa * fulks*krimR * fala * orþi
Transcripción al nórdico antiguo:
Holmfriðr, <ilin--r>, þaR letu haggva stæin æftiR Æskel, faður sinn. Hann draug orrustu i austrvegi, aðan folksgrimR falla orði.
Traducción:
"Holmfríðr (y) <ilin--r>, ellos mandaron cortar la piedra en memoria de Áskell, su padre. El falleció en batalla en la ruta del este, él participó en la batalla de la ruta del este, antes de que el comandante de la tropa provocaras su caída."

### Sö 130
Esta estela rúnica se encuentra cerca de una hacienda llamada Hagstugan. Fue elaborada al comienzo del siglo XI en un estilo de transición entre el estilo Fp y el estilo Pr1, y fue erigida en memoria de un hombre que cayó en lo que actualmente es Rusia. Está redactada en verso aliterativo, fornyrðislag, y la última línea que contiene runas cifradas fue decodificada por Elias Wessén.
Transliteración:
A fiuriR : kirþu : at : faþur : kuþan : tyrþ : trikela : at : tumara : miltan : urþa uk : mataR kuþan : þat * (u)-(h)---(u)--(u)(k)(þ)
B h=a l=f kirþu o
Transcripción al nórdico antiguo:
A FiuriR gærðu at faður goðan dyrð drængila at Domara/domara, mildan orða ok mataR goðan, þat ...
B Hann(?) fiall(?) [i(?)] Garðum(?) ...
Traducción:
A "Cuatro (hijos) organizaron la pompa en memoria de (su) buen padre, en memoria del valeroso juez Dómari, de discurso suave y libre con alimento ..."
B "Él(?) cayó(?) en(?) Garðar(?) (Rusia) ..."

### Sö 148
Esta piedra está ubicada en Innberga y se levantó en memoria de un hombre que murió en lo que actualmente es Rusia. Data de la primera mitad del siglo XI.
Transliteración:
þiuþulfR : bui : þaiR : raisþu : stain þansi : at : farulf : faþur : sin : han uas antaþ austr i kaþ(u)(m)
Transcripción al nórdico antiguo:
ÞiuðulfR, Boi, þæiR ræisþu stæin þannsi at Farulf, faður sinn. Hann vas ændaðr austr i Garðum.
Traducción:
"Þjóðulfr (y) Búi erigieron esta piedra en memoria de Farulfr, su padre. Él encontró su final en el este en Garðar (Rusia)."

### Sö 171
Esta piedra rúnica es una roca que se encontraba en Esta, y fue hecha en memoria del capitán de un barco que murió en Nóvgorod. La roca ha sido seriamente dañada por las inclemencias climáticas, pero gracias a un dibujo del siglo XVII de Johan Peringskiöld se conoce lo que decía la inscripción. Tres partes de la piedra se encuentran actualmente en el museo histórico de Estocolmo.
Según Jansson la piedra daba testimonio de un disturbio que pudo tener lugar en el importante mercado de Nóvgorod, y no sólo fue el capitán quien murió, sino la tripulación completa. Omeljan Pritsak, por otra parte, piensa que la muerte se produjo probablemente estando al servicio del príncipe de Novgorod durante la primera mitad del siglo XI. La segunda parte de la inscripción está en métrica aliterativa.
Transliteración:
(i)nk(i)f(a)[s]tr * l[i](t) (h)(a)ku... st(a)...n * eftiR * sihuiþ * faþ-r * si[n * han * fial * i h]ul(m)[karþi * skaiþaR * uisi mi]þ * ski...ra
Transcripción al nórdico antiguo:
Ingifastr let haggv[a] stæ[i]n æftiR Sigvið, fað[u]r sinn. Hann fioll i Holmgarði, skæiðaR visi með ski[pa]ra.
Traducción:
"Ingifastr encargó cortar la piedra en memoria de Sigviðr, su padre. Él cayó en Holmgarðr, líder de la tripulación de un barco."

### Sö 216
Se encontraron fragmentos de esta piedra en Aska, pero se han perdido. Se conoce lo que decía por dibujos del siglo XIX: que trataba de un hombre que murió en el este.
Transliteración:
[(u)tar : auk : -... ... ...þis : a=ustr × ...uk-ma]
Transcripción al nórdico antiguo:
Ottarr ok ... ... [ænda]ðis austr ...
Traducción:
"Óttarr y ... ... encontró su final en el este ..."

### Sö 308
Esta estela rúnica fue grabada por el maestro grabador Öpir en el estilo Pr5 sobre una gran roca. Actualmente está ubicada en el exterior de la estación de trenes de Södertälje. Se hizo en memoria de dos hombres que estuvieron en el este.
Transliteración:
hulmfastr ' roþelfr ' ---u ' [ri]sta ' run[a] ' a- ... ... (i)kifast ' suni : sina ['] -iR ua(R)u * hua=str * i(n) * ybir risti
Transcripción al nórdico antiguo:
Holmfastr, RoðælfR, [let]u rista runaR a[t] ... ... Ingifast, syni sina, [þ]æiR vaRu austr(?). En ØpiR risti.
Traducción:
"Holmfastr (y) Hróðelfr hicieron grabar las runas en memoria de ... ... Ingifastr, sus hijos. Ellos estuvieron en el este(?). Y Œpir lo grabó."

### Sö 338
Esta estela rúnica se erigió en la iglesia de Turinge. Está grabada en estilo P4 sobre roca arenisca en honor de un cacique tribal. Es la más compleja de las piedras varegas, y probablemente se elaboró a mediados del siglo XI.
Omeljan Pritsak identifica al Þorsteinn mencionado aquí con Þorsteinn de la inscripción deof the #U 209, que compró la hacienda para su hijo con el dinero ganado en Rus de Kiev. Ha sugerido que Þorsteinn fue el comandante de la guardia real de Yaroslav I el Sabio y que su hijoa Erinmundr pudo haber muerto allí mientras servía a las órdenes de su padre.
Transliteración:
A * ketil : auk + biorn + þaiR + raistu + stain + þin[a] + at + þourstain : faþur + sin + anuntr + at + bruþur + sin + auk : hu[skar]laR + hifiR + iafna + ketilau at + buanta sin * ¶ bruþr uaRu þaR bistra mana : a : lanti auk : i liþi : uti : h(i)(l)(t)u sini huska(r)la : ui- +
B han + fial + i + urustu + austr + i + garþum + lis + furugi + lanmana + bestr
Transcripción al nórdico antiguo:
A Kætill ok Biorn þæiR ræistu stæin þenna at Þorstæin, faður sinn, Anundr at broður sinn ok huskarlaR æftiR(?) iafna, Kætiløy at boanda sinn. Brøðr vaRu þæiR bæstra manna, a landi ok i liði uti, heldu sina huskarla ve[l].
B Hann fioll i orrustu austr i Garðum, liðs forungi, landmanna bæstr.
Traducción:
A "Ketill y Bjôrn, erigieron esta piedra en memoria de Þorsteinn, su padre; Ônundr en memoria de su hermano y los miembros del huscarle en memoria del justo (?) (y) Ketiley en memoria de su marido. Estos hermanos eran los mejores hombres de la tierra y de la tropa del extranjero, sirvieron bien en la guardia real."
B "Él cayó en batalla en el este en Garðar (Rusia), comandante de la comitiva, el mejor de los terratenientes."

## Västmanland

### Vs 1
Esta piedra rúnica fue descubierta en 1932 en las ruinas de la iglesia de Stora Rytterne. Forma un conjunto monumental con la piedra Vs 2 y fue erigida en memoria de un hijo que murió en Rusia o en Corasmia.
Jansson fue el primero en publicar un análisis de la inscripción, interpretando en 1940 que i karusm era un error ortográfico de i krþum (i garðum, "en Gardariki"). Pero en 1946 creyó que podía hacer referencia a Corasmia, en Asia central. Propuso que podía pertenecer a las piedras rúnicas de Ingvar y que dice dónde habría terminado la expedición de Ingvar en 1041. El arqueólogo Ture J. Arne criticó esta interpretación afirmando que aunque un jefe vikingo pudo llegar al mar Caspio en 922, cuando los vikingos se encontraron con Ibn Fadlan, pero tal viaje no podría haberse realizado en la década de 1040. Por lo que Arne cree correcta la primera interpretación de Jansson de la inscripción.
El proyecto Rundata mantiene la hipótesis de Corasmia como una posibilidad igualmente probable, y Omeljan Pritsak señala que karusm concuerda con qarus-m que sería el término en lengua túrquica medieval para Corasmia. Es más, Pritsak afirma que Arne estaba equivocado en su suposición de que habría sido imposible que Ingvar llegara a Corasmia en esa época, señalando que no habría ningún obstáculo para tal viaje en el periodo entre 1035-1041.
Transliteración:
+ kuþlefR + seti : stff : auk : sena : þasi : uftiR slakua : sun : sia : etaþr : austr * i * karusm *
Transcripción al nórdico antiguo:
GuðlæifR satti staf ok stæina þasi æftiR Slagva, sun sinn, ændaðr austr i Garðum(?)/Chorezm(?).
Traducción:
"Guðleifr colocó el poste y estas piedras en memoria de Slagvi, su hijo, (que) encontró su final en el este en Garðar(?)/Chorezm(?)."

### Vs Fv1988;36
Esta piedra rúnica del estilo Fp fue erigida en memoria de Grímmundr que viajó al este. Se descubrió en 1986 en Jädra cerca de Västerås, cuando las rocas fueron sacadas del terreno. La roca (de 2,27 m de alto, 0,9 ancho y 0.33 de fondo) es ligeramente rojiza de textura granular fina. La superficie de la inscripción es plana pero se ha desconchado haciendo difícil su lectura. Es de destacar que la inscripción todavía contiene parte de la pintura original, y se ha podido determinar que estaba compuesta por óxido de hierro sin encontrarse trazas del aglutinante. La apariencia debió ser la misma que las piedras repintadas por el departamento de runas en la actualidad con rojo de Falun. La piedra contiene además la referencia histórica de la construcción del puente en el viejo camino de Badelunda y el lago Mälaren al distrito de Dalarna.
Transliteración:
taf : lit : risa : estn : þina : hitiR : kri(m)ut ÷ uas : farin : sun : (u)iþfast-- : aust:arla ulfr : auk : uibiurn : -... kitilas : krþi : b-...(u) * (o) : s---
Transcripción al nórdico antiguo:
Taf(?) let ræisa stæin þenna æftiR Grimmund. VaR farinn, sunn Viðfast[aR], austarla. UlfR ok Vibiorn ... Kætilas(?)/Kætilhôss(?) gærðu b[ryggi]u a ...
Traducción:
"Taf(?) encargó erigir esta piedra en memoria de Grímmundr. El hijo de Viðfastr viajó al este. Ulfr y Vébjôrn ... Ketilas(?)/Ketilhôss(?) hicieron el puente en ..."

## Östergötland

### Ög 8
La piedra de Kälvesten en Östergötland data del siglo IX. Es la inscripción más antigua que menciona a un jefe tribal vikingo que lideró una expedición hacia el este, cuya estela sería seguida por otros tantos. Desafortunadamente no especifica el destino exacto de esta expedición vikinga.
En la inscripción las runas aukrimulfʀ se leen como auk krimulfʀ donde la runa kaunan, , así representa dos letras al mismo tiempo. Transcribiendo el nombre Grímulfr, que era muy común en toda Escandinavia. El nombre del finado, Eyvindr, en cambio no era tan común y solo aparece otra vez en una inscripción en la coetánea piedra rúnica de Sparlösa en Västergötland, por lo que se piensa que podría tratarse del mismo personaje en ambas.
Transliteración:
A stikuR (') karþi kubl þ(a)=(u) aft auint sunu sin ' sa fial austr
B miR aiuisli ' uikikR faþi auk| |krimulfR
Transcripción al antiguo nórdico:
A StyguR/StygguR gærði kumbl þau aft Øyvind, sunu sinn. Sa fioll austr
B með Æivisli. VikingR faði ok GrimulfR.
Traducción:
A "Styggr/Stigr hizo este monumento en memoria de Eyvindr, su hijo. Él cayó en el este."
B "con Eivísl. Víkingr lo pintó y Grímulfr."

### Ög 30
Esta piedra rúnica está ubicada en Skjorstad. Es del estilo Estilo Fp y fue erigida en memoria de un hombre llamado Ingvarr que murió en el este.
Transliteración:
: siksten : let : rasti : stain : þe(n)... : eftiR : ikuar : sun : sin : han : uarþ : austr : tauþr :
Transcripción al antiguo nórdico:
Sigstæinn let ræisa stæin þenn[a] æftiR Ingvar, sun sinn. Hann varð austr dauðr.
Traducción:
"Sigsteinn mandó erigir esta piedra en memoria de Ingvarr, su hijo. Él murió en el este."

## Västergötland

### Vg 135
Esta piedra rúnica que se encontraba en el pueblo de Hassla ha desaparecido. Era del estilo estilo RAK y fue erigida en memoria de un hermano que murió en la ruta del este.
Transliteración:
[brantr + risþi + stin + þinsi * eftiR nosmu × bruþur sin * saR uarþ þrebin × o tustitki]
Transcripción al nórdico antiguo:
Brandr ræisti stæin þennsi æftiR Asmund(?), broður sinn. SaR varð drepinn a austrvegi(?).
Traducción:
"Brandr erigió esta piedra en memoria de Ásmundr(?), su hermano; Lo mataron en la ruta del este (?)."

### Vg 184
Esta estela rúnica fue erigida en el cementerio de la iglesia de Smula. Es del estilo Fp y fue erigida en memoria de unos cuñados que murieron como guerreros en el este. Posiblemente habrían sido miembros de la guardia varega.
Transliteración:
: kuli : rsþi : stin : þesi : eftiR : rþr : kunu : sinaR : esburn : ok : iula : treka : hrþa : kuþa : ian : þiR : urþu : tuþiR : i : lþi : ustr :
Transcripción al antiguo nórdico:
Gulli/Kolli ræisti stæin þennsi æftiR brøðr konu sinnaR, Æsbiorn ok Iula, drængia harða goða. En þæiR urðu dauðiR i liði austr.
Traducción:
"Gulli/Kolli erigió esta piedra en memoria del hermanos de su esposra Ásbjôrn and Juli, hombres muy buenos y valientes. Y ellos murieron en el este, en la comitiva real."

### Vg 197
Esta piedra rúnica está colocada en el cementerio de la iglesia de Dalum. Se erigió en memoria de dos hermanos, uno de los cuales murió en el oeste mientras que el otro murió en el este.
Transliteración:
tuki * auk * þiR * bryþr * ristu * stin * þesi * eftiR : bryþr : sina * eR : uarþ * tu(þ)r uestr : en * anar : au(s)tr :
Transcripción al nórdico antiguo:
Toki ok þæiR brøðr ræistu stæin þennsi æftiR brøðr sina. ER varð dauðr vestr, en annarr austr.
Traducción:
"Tóki y sus hermanos erigieron esta piedra en memoria de sus hermanos. Uno murió en el oeste, y otro en el este."

## Öland

### Öl 28 (58)
Esta piedra rúnica está ubicada en el cementerio de Gårdby y fue encargada por una madre en memoria de un hombre que estuvo en Rusia o un lugar cercano. Ha sido datada en el periodo de 1020-1050. Hay dos interpretaciones de la inscripción:
Transliteración:
P harþruþr + raisti + stain + þinsa + aiftiR + sun + sin + s(m)iþ + trak + kuþan + halfburin + bruþiR ans + sitr + karþum brantr + rit- × iak þu raþa + khn
Q harþruþr + raisti + stain + þinsa + aiftiR + sun + sin + s(m)iþ + trak + kuþan + halfburin + bruþiR ans + sitr + karþum brantr + rit - × iak þu raþa + khn
Transcripción al nórdico antiguo:
P Hærþruðr ræisti stæin þennsa æftiR sun sinn Smið, dræng goðan. Halfborinn, broðiR hans, sitr Garðum. Brandr rett hiogg, þy raða kann.
Q Hærþruðr ræisti stæin þennsa æftiR sun sinn Smið, dræng goðan. Halfborinn, broðiR hans, sitr Garðum Brandr. Rett [i] hiogg, þy raða kann.
Traducción:
P "Herþrúðr erigió esta piedra en memoria de su hijo Smiðr, un hombre bueno y valiente. Halfborinn, su hermano, se asentó en Garðar (Rusia). Brandr cortó la piedra correctamente, para quien pueda interpretar (las runas)."
Q "Herþrúðr erigió esta piedra en memoria de su hijo Smiðr, un hombre bueno y valiente. Su medio-hermano Brandr se asentó en Garðir. Cortó la piedra correctamente, para quien pueda interpretar (las runas)."

## Gotland
Hay solo unas diez estelas rúnicas en Gotland que conmemoran a hombres muertos en el tierras extranjeras, lo que parece contradecir la idea comúnmente manejada de que era el centro internacional de comercio de la era vikinga. Cuatro de estas piedras mencionan nombres de lugares en Europa del este.

### G 114
Esta piedra rúnica menciona a un hombre que estuvo un lugar llamado karþum. Una interpretación considera que es Garðar, es decir Garðaríki (Rusia), y otra que el nombre se refiere a Garda Parish no lejos del lugar de la piedra. Omeljan Pritsak mantiene que la primera interpretación es la correcta, ya que un viaje a la vecina Garda Parish no sería un mérito digno de ser mencionado en una piedra. La piedra probablemente es de la primera mitad del siglo XI.
Transliteración:
A : syniR : likna(t)(a)- ... ...(a)rua : merki : kut : ebtir : ailikni : kunu : koþa : moþur :
B ...(s) : auk : kaiRuataR : auk : liknuiaR :
C : kuþ a-... ... ...(n) : heni : auk : kieruantum : merki : m-... ...ua : aR : men : sin :
D ...(R) : i : karþum : aR : uaR : ui(u)(e) meR :: (h)...
Transcripción al nórdico antiguo:
A SyniR Liknhvata[R] ... [g]ærva mærki gott æftiR Æilikni, konu goða, moður
B ... ok GæiRhvataR ok LiknviaR.
C Guð o[k](?) ... [naði]n(?) hænni ok gærvandum mærki ... ... eR mænn sen
D ... i Garðum/Garde, eR vaR Vivi(?) meðr ...
Traducción:
A "Los hijos de Líknhvatr ... el buen terrateniente hizo en memoria de Eilíkn, una buena esposa, madre ..."
B "y Geirhvatr y Líknvé."
C "Dios ... sea generoso con ella y con los que hicieron el monumento ... ... que hombres"
D "... en Garðir/Garde, él estuvo con Vivi(?) ... ..."

### G 134
Las piedras G 134, G 135 y G 136 hablan de la misma familia. En ellas cuentan una situación común para las familias escandinavas del siglo XI: un hijo fue matado a traición en el sur, posiblemente como miembro de la guardia varega, y el otro murió en Vindau (Ventspils, Letonia).
Según la inscripción los hombres que traicionaron a Hróðfúss eran blökumenn ("hombres negros") lo que la mayoría de los historiadores interpretan como Valacos, pero otros como Omeljan Pritsak piensan que eran Polovtsianos. Esta teoría fue propuesta en 1929 por Akeksej I. Sobolevskij, sugiriendo que blökumenn tendría relación con el nombre que designado en Europa central a los Polovcianos de Kiptchak (Qipčaq Qūmans), que sería Blawen o Blauen una traducción del eslavo Plavci. Toda la información en nórdico antiguo sobre estos blökumenn data del periodo entre 1016/1017 en el caso de Eymundar þáttr hrings y 1122 respecto a la batalla de Berroa en Los milagros de san Olaf. Mientras que la primera mención de los valacos está en la obra de Nicetas Choniates Chronikē diēgesis que trata de un acontecimiento en 1164. Por lo tanto la piedra rúnica, datada en la mitad del siglo XI, hablaría de una época en la que los valacos todavía no habrían abandonado Transilvania. Además Pritsak señala que blakkr también tiene el significado de "pálido" pudiendo designar la primera horda de Kipchaks que fueron el grupo nómada dominante en la zona en los siglos XI y XII, hasta que fueron derrotados en un valle de Macedonia, de donde tomó los nombres en nórdico antiguo de Blökkumanna vellir (en Heilagra manna sögur y Saga separada de San Olaf) y Blökkumannaland (Heimskringla y Flateyjarbók).
Transliteración:
roþuisl : auk : roþalf : þau : litu : raisa : staina : eftir : sy-... ... þria : þina : eftir : roþfos : han : siku : blakumen : i : utfaru kuþ : hialbin : sial : roþfoaR kuþ : suiki : þa : aR : han : suiu :
Transcripción al nórdico antiguo:
Hroðvisl ok HroðælfR þaun letu ræisa stæina æftiR sy[ni sina] þria. Þenna æftiR Hroðfoss. Hann sviku blakumenn i utfaru. Guð hialpin sial HroðfosaR. Guð sviki þa, eR hann sviku.
Traducción:
"Hróðvísl y Hróðelfr, encargaron erigir las piedras en memoria de (sus) tres hijos. Esta en memoria de Hróðfúss. Los hombres negros le traicionaron en un viaje. Que Dios ayude al alma de Hróðfúss. Que Dios traicione a los que le traicionaron a él."

### G 220
Esta piedra rúnica se encuentra en el museo de antigüedades de Gotland. Es un fragmento de una estela rúnica grabada en estilo Pr 4 sobre piedra caliza en memoria de un hombre que murió en Nóvgorod. La inscripción testimonia del intenso contacto que existía entre Gotland y Novgorod, donde los hombres de Gotland tenían un centro de comercio propio.
Transliteración:
... ...tkaiR : aR : to i : hulmka-... ...iþ(i) : -...
Transcripción al nórdico antiguo:
... [U]ddgæiR/[Bo]tgæiR. ER do i Holmga[rði] ... ...
Traducción:
"... Oddgeirr/Bótgeirr. Él murió en Holmgarðir ..."

### G 280
Esta piedra rúnica fue encontrada en Pilgårds, pero actualmente se encuentra el museo de antigüedades de Gotland. Fue datada en la última mitad del siglo X por Wolfgang Krause. La piedra fue erigida en memoria de los hombres liderados por Vífil que navegaron por los rápidos del Dniepr, y trataron de pasar el más peligroso de ellos el de Nenasytec, el άειφόρ según Constantino VII (Eifor). Cuando llegaron al de Rvanyj Kamin (Rufstain), Rafn fue asesinado y la tripulación erigió piedras rúnicas en su memoria al sur de allí.
Transliteración:
biarfaa : statu : sis[o] stain ¶ hakbiarn : bruþr ¶ ruþuisl : austain : imuar ¶ is af[a] : st[ai]n[a] : stata : aft : raf[a] ¶ su[þ] furi : ru[f]staini : kuamu ¶ uit i aifur : uifil ¶ [ba]uþ [u=m]
Transcripción al nórdico antiguo:
Biartfann staddu þenna(?) stæin Hægbiorn [ok] brøðr [hans] Roðvisl, Øystæinn, Æimundr(?), es hafa stæina stadda aft Rafn suðr fyriR Rufstæini. Kvamu vitt i Æifur. Vifill bauð ...
Traducción:
"Hegbjôrn erigió esta piedra que ensalza (y sus) hermanos Hróðvísl, Eysteinn, Emundr(?), que hicieron erigir piedras en memoria de Hrafn al sur de Rofstein. Ellos llegaron lejos adentrándose en el Eifor. Vífill se despidió .."

## Dinamarca

### DR 108
Esta estela rúnica se encontrada en Kolind en el término municipal de Syddjurs, Dinamarca. Es del estilo RAK y se erigió en memoria de un hermano que murió en el este.
Transliteración:
tusti ¤ risþi ¤ stin ¶ þonsi ¤ ift ¤ tufa ¤ is ¶ uarþ (:) tuþr : ustr : burþu¶r ¤ sin ¤ smiþr ¤ osuiþaR'.
Trascripción al nórdico antiguo:
Tosti resþi sten þænsi æft Tofa, æs warþ døþr østr, broþur sin, smiþr AswiþaR.
Traducción:
"Tosti, el herrero de Ásviðr, erigió esta piedra en memoria de Tófi, su hermano, que murió en el este."

## Noruega

### N 62
Esta inscripción rúnica se encuentra en la misma piedra que la N 61, y ambas hablan del mismo clan. Bjørn Hougen dató la N 61 entre 1000-1030 y Magnus Olsen dató la N 62 en la década de 1060. está grabada con runas del futhark joven de rama corta.
Se refiera a un hombre que murió en algún lugar del este de Europa, del cual ha habido debate entre los historidadores. Olsen interpretó el lugar como Vitaholmi, miðli Vitaholms ok Garða ("Vitaholm, entre Vitaholm y Garðar"), pero en 1933 Lis Jacobsen sugirió que el segundo topónimo era ustaulm. En 1961 una excavación arqueológica en Vitičev, cerca de Kiev, realizada por B. A. Rybakov y Boris Kleiber podría resolver el enigma. Descubrieron un faro que proporcionaría señales de fuego a Kiev, en nórdico antiguo tal clase de faro era un viti. Por lo que el nombre Vitičev no sería de etimología eslava, y Kleiber sugirió que su nombre original sería Vitičev xolm, es decir Vitaholmi. El nombre Vitičev habría sido formado Vitiča, por derivación de viti. Kleiber dedujo que la primera parte del segundo término Vitaholms vendría de usta, un genitivo de *usti que habrá sido como los escandinavos transcribirían el topónimo eslavo Ustja (Zarub). Ustja estaba situada en una colina cerca de un fuerte del río Trubizh, un afluente del Dniepr. De acuerdo con Kleiber, Garða es una forma abreviada de Kœnugarðar, el nombre nórdico de Kiev. Por lo que para esta hipótesis el lugar de la muerte de Þóraldr's death queda como "en Vitičev entre Ustja y Kiev".
Kleiber sugiere que Engli era un miembro de la tropa citada en la saga de Eymund que lucharon en Rus de Kiev durante la primera mitad del siglo XI.
Transliteración:
× ikli × reisti stein þana eftir × þoral... sun sin is uarþ tauþr × i uitahol(m)(i) miþli u(i)taulms auk karþa ×
Transcripción al nórdico antiguo:
Engli reisti stein þenna eptir Þórald, son sinn, er varð dauðr í Vitaholmi, miðli Vitaholms ok Garða.
Traducción:
"Engli erigió esta piedra en memoria de Þóraldr, su hijo, que murió en Vitaholmr - entre Vitaholmr y Garðar (Rusia)."